# Diacérhéine
La diacérhéine ou diacéréine est une molécule utilisée dans le traitement de l'arthrose, classée comme anti-arthrosique symptomatique d’action lente (AASAL). Elle est commercialisée en France sous les noms d'Art 50 et de Zondar, au Pakistan sous le nom de Diora et en Grèce sous celui de Verboril. 
Ce médicament est aujourd'hui considéré comme de faible efficacité.

## Mode d'action
La rhéine, le métabolite actif de la diacérhéine inhibe l'interleukine-1.

## Effets secondaires
- Prurits, éruptions et eczémas[3].
- Diarrhée[4].

En 2013, en raison d'une efficacité faiblement démontrée et d'effets indésirables gastro-intestinaux et hépatiques persistants, le comité d'évaluation des risques en pharmacovigilance (PRAC) a jugé que le rapport bénéfice/risque de cette molécule est défavorable. 
En France, l’Agence nationale de sécurité du médicament et des produits de santé (ANSM) recommande alors aux professionnels de santé d'envisager l'arrêt du traitement par diacérhéine chez les patients concernés. Le déremboursement par la caisse nationale de l'assurance maladie des médicaments contenant la diacérhéine fait l'objet d'un arrêté le 31 mai 2013 pour entrer en application le 15 juillet 2013.

## Contre-indications
- Colopathie organique inflammatoire.
- Syndrome occlusif ou sub-occlusif.
- Syndrome douloureux abdominal de cause indéterminée[3].

## Alternatives
- Une étude clinique multicentrique randomisé en double aveugle, publiée en 2000[6], a conclu qu'un médicament à base d'extrait de racines d'une plante africaine (Harpagophytum procumbens), l'Harpadol ® se montre aussi efficace, voire plus efficace en tant qu'analgésique, avec moins d'effets secondaires ;